# Gounghin (Ouagadougou)
Gounghin ist ein Stadtteil im Westen der burkinischen Hauptstadt Ouagadougou, zum Arrondissement Baskuy gehörend, und gliedert sich in zwei Sektoren (Nord und Sud, bzw. 9 und 8), die durch die Fernstraße nach Bobo-Dioulasso getrennt werden.
Er ist traditioneller Sitz des Goung-Naaba, eines Mitglieds am Hofe des Kaisers der Mossi. In Gounghin Nord befindet sich das Nationalstadion des Landes (Stade du 4-Août), ein Militärcamp (camp militaire Sangoulé-Lamizana) sowie der Militärfriedhof, auf dem unter anderem der ehemalige Staatspräsident Sangoulé Lamizana begraben liegt. Beide Sektoren verfügen über einen Markt, außerdem besteht ein Industriegebiet (zone industrielle de Gounghin). In Gounghin liegt Petit Paris, das eines der ersten Wohngebiete für Franzosen war.